# NGC 177
NGC 177 é uma galáxia espiral (Sab) localizada na direcção da constelação de Cetus. Possui uma declinação de -22° 32' 57" e uma ascensão recta de 0 horas, 37 minutos e 34,3 segundos.
A galáxia NGC 177 foi descoberta em 1886 por Frank Müller.